# Шкаланка
Шкала́нка — деревня в Яранском районе Кировской области. Административный центр Шкаланского сельского поселения.

## География
Деревня находится на берегу реки Ярань, при впадении в неё левого притока Шкаланка.

### Часовой пояс
Деревня Шкаланка, как и вся Кировская область, находится в часовой зоне МСК (московское время). Смещение применяемого времени относительно UTC составляет +3:00.

## История
Деревня стала известна благодаря располагавшемуся в ней крупному Екатерининскому винокуренному заводу. В июле 1932 года в деревне образован колхоз «Шкаланский».

## Население
| 2010 |
| ---- |
| 241  |

## Известные уроженцы
- Соломин, Павел Михайлович (1898—1968) — советский хирург и рентгенолог.